# Bollstad, Bolmsö
Bollstad är en by på ön Bolmsö i Ljungby kommun. Från 2015 till 2023 avgränsades här en småort.